# Portada/article gener 2

## Estrella binària
Una estrella binària és un sistema de dues estrelles lligades físicament per la força gravitatòria i que, per tant, giren al voltant d'un centre de massa comú; per aquesta raó giren l'una al voltant de l'altra. Els sistemes estel·lars binaris són molt importants en astrofísica ja que l'observació de les seves òrbites permet determinar la seva massa. Així, les masses de moltes estrelles simples poden ser determinades per extrapolació a partir de les observacions fetes en estrelles binàries.
Són exemples de binàries: Algol, una binària eclipsant; Sírius; i Cygnus X-1, amb un membre que podria ser un forat negre.